# Ánh Minh
Lê Đoàn Ánh Minh (sinh ngày 16 tháng 5 năm 1985) là một ca sĩ, nhạc sĩ người Mỹ gốc Việt. Cô bắt đầu sự nghiệp năm 2003 trên sân khấu của Asia và sau một thời gian là thành viên của nhóm nhạc Puriti, Ánh Minh bắt đầu sự nghiệp solo và nhanh chóng trở thành ngôi sao trong làng nhạc hải ngoại với phong cách ấn tượng, gợi cảm. Hiện tại Ánh Minh đang là ca sĩ của Trung tâm Thúy Nga và thường xuyên xuất hiện trong các chương trình Paris By Night từ năm 2011 đến năm 2015. Sau đó cô hoạt động độc lập. Ngoài hoạt động biểu diễn tại các chương trinh của Thúy Nga và Asia, phát hành album, cô còn đi lưu diễn khắp các tiểu bang tại Mỹ, Nhật, Úc và nhiều nước Châu Âu. Bên cạnh đó, Ánh Minh cũng làm đại sứ quảng bá cho các nhãn hiệu Senhoa Jewelry, Belage Gourmet, Twinkle Lens.

## Tiểu sử
Ánh Minh sinh ngày 16 tháng 5 năm 1985 tại Thành phố Hồ Chí Minh, Việt Nam. Cô là con thứ 3 trong một gia đình có 6 chị em gồm có 2 chị, 2 em gái và 1 em trai. Năm 2 tuổi, Ánh Minh cùng gia đình đến California, Hoa Kỳ. Bố của cô ban đầu làm việc tại một cửa hàng bánh ngọt tại San Bernardino, California, rồi cùng mẹ cô mở một tiệm làm móng tại Redlands. Sau đó, ông tốt nghiệp ngành thần học tại đại học Union, California và làm mục sư tại một nhà thờ ở Riverside. Mặc dù gia đình không ai theo con đường nghệ thuật, cô vẫn được ủng hộ việc theo đuổi đam mê ca hát. Khi mới 18 tuổi, Ánh Minh đã tổ chức hôn lễ với bạn trai.

## Sự nghiệp
Năm 2003, Ánh Minh gửi một demo CD gồm hai bài hát cho trung tâm Asia và được ký hợp đồng ngay sau đó. Cô được kết hợp với nữ ca sĩ Thùy Hương, trở thành nhóm nhạc hai thành viên Puriti. Nhóm thường xuyên biểu diễn cho các chương trình của Asia và ra hai album: Baby I Would năm 2004 và Men say tình ái năm 2006. Sau album thứ hai, hai người tách ra hát solo để theo đuổi sự nghiệp riêng. Ánh Minh phát hành album solo đầu tiên Take Control và một album nhạc Giáng Sinh Mùa Đông Yêu Thương năm 2010, ngoài ra cô còn góp giọng vào các album Liên khúc Chinese Remix năm 2007 (với Lâm Nhật Tiến, Lâm Thúy Vân, Lê Nguyên) và Liên khúc Mưa năm 2010 (với Lâm Thúy Vân, Nguyễn Hồng Nhung, Quốc Khanh).
Năm 2011, sau khi hết hợp đồng với Asia, Ánh Minh đã ký hợp đồng với trung tâm Thúy Nga và xuất hiện lần đầu trong Paris By Night số 104 với màn biểu diễn solo ca khác "Bắt Đầu Từ Một Kết Thúc". Album đầu tiên của cô dưới hãng đĩa mới mang tên Sunrise, lấy chủ đề là một sự bắt đầu, được phát hành vào tháng 6 năm 2013. Một năm sau, Ánh Minh phát hành DVD mang tên Mơ tổng hợp các video âm nhạc và các màn trình diễn trên sân khác các bài hát từ Sunrise. Năm 2015, cô lần đầu trở về Việt Nam để thực hiện video âm nhạc cho "Tôi là người Việt Nam", một bài hát được sáng tác bởi Ánh Minh và nhạc sĩ Dương Khắc Linh. Bên cạnh danh lam thắng cảnh tại các vùng miền tại Việt Nam, video còn lồng ghép những cảnh quay tại Paris, Rome, Los Angeles và cũng nhận được nhiều phản hồi tích cực từ khán giả tại Việt Nam cũng như hải ngoại. Cuối tháng 5 năm 2016, album phòng thu thứ tư Love sản xuất bởi Dương Khắc Linh, được đưa lên các trang âm nhạc trực tuyến tại Việt Nam như Zing Mp3, NhacCuaTui, NhacSo.Net.

## Phong cách nghệ thuật
Ánh Minh theo đuổi dòng nhạc trẻ, kết hợp với phong cách gợi cảm, vũ đạo mạnh mẽ trên sân khấu. Cô thường thu âm các album của mình tại phòng thu tại nhà riêng ở Eastvale, thêm vào đó cô còn thực hiện thêm cả công việc sáng tác, sản xuất, master. Ánh Minh cũng thường tự thiết kế trang phục biểu diễn, trang điểm và làm tóc lúc lên sân khấu cũng như chụp hình cho bìa CD. Cô thừa nhận lấy cảm hứng cho phong cách thời trang độc đáo của mình từ các nhân vật anime và Final Fantasy. Ngoài ra Ánh Minh còn trang điểm và sáng tác nhạc cho những nghệ sĩ khác.

## Danh sách đĩa nhạc

### Album phòng thu
- Take Control (2010)
- Mùa Đông Yêu Thương (2010)
- Sunrise (2013)
- Love (2016)

### DVD
- Mơ (2014)

### Album hát chung
- Baby I Would (với Thùy Hương) (2004)
- Men say tình ái (với Thùy Hương) (2006)
- Liên khúc Chinese Remix (với Lâm Nhật Tiến, Lâm Thúy Vân, Lê Nguyên) (2007)
- Liên khúc Mưa (với Lâm Thúy Vân, Nguyễn Hồng Nhung, Quốc Khanh) (2010)

## Các tiết mục trình diễn trên sân khấu
| STT                | Tiết mục | Thể hiện với | Chương trình                 | Năm            |
| Trung tâm Asia     | Trung tâm Asia | Trung tâm Asia | Trung tâm Asia               | Trung tâm Asia |
| ------------------ | --- | --- | ---------------------------- | -------------- |
| 1                  | Tình Đầu (Sỹ Đan) | Thùy Hương | ASIA 40                      | 2003           |
| 2                  | Baby I Would (Sỹ Đan, Ánh Minh, Thùy Hương)                                                                                             | Thùy Hương | ASIA 41                      | 2003           |
| 3                  | Dancing Queen | Thùy Hương | ASIA 42                      | 2004           |
| 4                  | Without You (Ánh Minh) | Thùy Hương | ASIA 43                      | 2004           |
| 5                  | Set Me Free (Ánh Minh, Thùy Hương) | Thùy Hương | ASIA 44                      | 2004           |
| 6                  | LK Boney M | Thùy Hương, Cardin | ASIA 45                      | 2004           |
| 7                  | No Part Of You (Ánh Minh, Thùy Hương)                                                                                                   | Thùy Hương | ASIA 46                      | 2005           |
| 8                  | Take Control (Ánh Minh) | solo | ASIA 47                      | 2005           |
| 9                  | Giọt Mưa Thu (Đặng Thế Phong, Bùi Công Ký)                                                                                              | Thùy Hương | ASIA 48                      | 2005           |
| 10                 | Nàng Trung Hoa | solo | ASIA 49                      | 2005           |
| 11                 | Tình Có Như Không (Trần Thiện Thanh) | Mai Lệ Huyền | ASIA 50                      | 2006           |
| 12                 | LK Như Vật Nắng (Trúc Hồ), Mãi Yêu Người Thôi (Trúc Hồ), Tình Yêu (Trúc Hồ), Anh Là Tia Nắng Trong Em (Trúc Sinh, Lê Đức Long)          | Nini, Vina Uyển Mi | ASIA 51                      | 2006           |
| 13                 | Đám Cưới Nhà Binh (Lê Dinh) | Asia 4 | ASIA 52                      | 2006           |
| 14                 | Bên Em Là Biển Rộng (Bảo Chấn) | Don Hồ | ASIA 53                      | 2007           |
| 15                 | LK Chinese Top Hits: Vầng Trăng Đêm Trôi, Tình Đầu Chưa Nguôi, Em Sẽ Đến Bên Anh, Mưa Trên Cuộc Tình (LV: Lê Quang)                     | Lâm Thúy Vân, Lê Nguyên | ASIA 56                      | 2007           |
| 16                 | Sayonara (LV: Kỳ Anh) | Lê Nguyên | ASIA 57                      | 2008           |
| 17                 | Tình Ca Người Đi Biển (Trường Hải) | Đoàn Phi | ASIA 58                      | 2008           |
| 18                 | LK: Thương anh (Y Vân) & Tôi nhớ tên anh (Hoàng Thi Thơ) - (Ánh Minh phụ diễn người mẫu)                                                | Lê Nguyên, phụ diễn Như Quỳnh, Trish Thùy Trang, Diệp Thanh Thanh, Thiên Kim, Băng Tâm, Thùy Hương, Y Phương, Y Phụng, Nguyễn Hồng Nhung | ASIA 58                      | 2008           |
| 19                 | Nuối Tiếc Bờ Môi (Phước Nguyên) | solo | ASIA Giải Sáng Tác           | 2008           |
| 20                 | LK Cơn mưa phùn (Đức Huy), Tiếng Mưa Đêm (Đức Huy), Mùa Thu Trong Mưa (Trường Sa)                                                       | Thiên Kim, Lâm Thúy Vân, Lâm Nhật Tiến, Quốc Khanh, Như Quỳnh, Nguyễn Hồng Nhung, Philip Huy, Đoàn Phi | ASIA 59                      | 2008           |
| 21                 | LK Lambada, Điện Thoại Tới Anh (LV: Tùng Giang), Lời Yêu Thương (LV: Đức Huy)                                                           | Đoàn Phi | ASIA 59                      | 2008           |
| 22                 | LK Xuân Yêu Thương, Điệp Khúc Mùa Xuân (Quốc Dũng)                                                                                      | Thùy Hương | ASIA 60                      | 2009           |
| 23                 | LK Xuân Ca (Phạm Duy), Đón Xuân (Phạm Đình Chương), Xuân Nghệ sĩ Hành Khúc (Lê Yên)                                                     | Thùy Hương, Bích Vân | ASIA 60                      | 2009           |
| 24                 | Chủ Nhật Này Trẫm Nhớ Ái Khanh Không? (Trần Thiện Thanh)                                                                                | Justin Nguyễn | ASIA 61                      | 2009           |
| 25                 | Tình Yêu Tuyệt Vời (Anh Bằng) | solo | ASIA 62                      | 2009           |
| 26                 | Hai Trái Tim Vàng (Trịnh Lâm Ngân) | Quốc Khanh | ASIA 63                      | 2009           |
| 27                 | Giấc Mơ Trong Vòng Tay (Ánh Minh) | solo | ASIA 64                      | 2009           |
| 28                 | LK Giáng Sinh | Đoàn Phi, Quốc Khanh | ASIA Đêm Giáng Sinh          | 2009           |
| 29                 | Người Tình Mùa Đông (LV: Anh Bằng) | solo | ASIA Đêm Giáng Sinh          | 2009           |
| 30                 | LK Đón Xuân | Đoàn Phi, Thiên Kim, Quốc Khanh | ASIA Đón Giao Thừa           | 2010           |
| 31                 | Hờn Anh Giận Em (Tuấn Lê) | Quốc Khanh | ASIA Đón Giao Thừa           | 2010           |
| 32                 | Mùa Xuân Trong Đôi Mắt Em (Đức Huy) | solo | ASIA Đón Giao Thừa           | 2010           |
| 33                 | Đêm Đô thị (Y Vân) | Mai Lệ Huyền | ASIA 65                      | 2010           |
| 34                 | Lính Dù Lên Điểm (Vũ Chương) | Đoàn Phi | ASIA 66                      | 2010           |
| 35                 | Mary Did You Know? | solo | ASIA Noel, Noel              | 2010           |
| 36                 | LK Bước Tình Hồng (Nguyễn Trung Cang), Qua Cầu Gió Bay                                                                                  | Đoàn Phi | ASIA 67                      | 2011           |
| 37                 | Em Vẫn Còn Tình Đầu (Anh Bằng) | solo | ASIA Golden 1                | 2011           |
| 38                 | Khúc Nhạc Mừng Xuân (Nhật Bằng) | solo | ASIA Xuân Hy Vọng            | 2012           |
| 39                 | Tình Yêu Đã Hết Rồi (Mystic Nguyễn) | solo | ASIA 79                      | 2017           |
| Trung tâm Thúy Nga | | |                              |                |
| 1                  | Bắt Đầu Một Kết Thúc (Phúc Trường) | solo | Paris By Night 104           | 2011           |
| 2                  | LK Trăng | Diễm Sương, Quỳnh Vi, Kỳ Phương Uyên | Paris By Night 104 VIP Party | 2012           |
| 3                  | Khi Người Yêu Lừa Dối (Phúc Trường) | solo | Paris By Night 105           | 2012           |
| 4                  | Dối Trá (Lương Bằng Quang) | Lương Tùng Quang | Paris By Night 106           | 2012           |
| 5                  | Cuộc Tình Trong Cơn Mưa (LV: Huỳnh Nhật Tân)                                                                                            | solo | Paris By Night 107           | 2013           |
| 6                  | Bước Cùng Thời Gian (Nguyễn Đức Cường)                                                                                                  | solo | Paris By Night 108           | 2013           |
| 7                  | LK Tung bay (Lương Bằng Quang), Cò Lả                                                                                                   | Mai Tiến Dũng, Như Loan, Quỳnh Vi, Tóc Tiên | Paris By Night 109           | 2013           |
| 8                  | LK Xin Đừng Trách Đa Đa (Võ Đông Điền), Mưa trên phố Huế (Minh Kỳ, Tôn Nữ Thụy Khương), Em Đi Chùa Hương (Trung Đức, Nguyễn Nhược Pháp) | Kỳ Phương Uyên, Hạ Vy, Hương Giang, Minh Tuyết, Mai Thiên Vân, Lam Anh, Hương Thủy, Diễm Sương, Như Quỳnh, Như Loan, Hồ Lệ Thu, Bảo Hân, Tóc Tiên, Châu Ngọc, Thu Phương | Paris By Night 109           | 2013           |
| 9                  | Hát Mãi Bài Tình Ca (Thái Thịnh) | Minh Tuyết, Như Loan, Tóc Tiên, Như Quỳnh, Don Hồ, Mai Thiên Vân, Hạ Vy, Mạnh Quỳnh, Hương Thủy, Quang Lê, Ngọc Hạ, Trần Thái Hòa, Thế Sơn, Châu Ngọc, Hồ Lệ Thu, Kỳ Phương Uyên, Mai Tiến Dũng, Quỳnh Vi, Trịnh Lam, Lương Tùng Quang, Diễm Sương, Duy Trường, Khánh Lâm, Tommy Ngô, Lynda Trang Đài, Đình Bảo, Hương Giang, Anh Tú, Thiên Tôn, Ý Lan, Ngọc Anh, Thu Phương, Giang Tử, Hương Lan, Thái Châu, Quang Dũng, Nguyễn Hưng, Thanh Hà, Lưu Bích, Tuấn Ngọc, Khánh Hà, Dương Triệu Vũ, Lam Anh, Bằng Kiều, Họa Mi, Elvis Phương | Paris By Night 109           | 2013           |
| 10                 | Jingle Bells - Chuông Ngân Vang | solo | Paris By Night Gloria        | 2013           |
| 11                 | Đón Xuân (Quốc An) | Justin Nguyễn | Paris By Night 110           | 2014           |
| 12                 | Đời Ca Sĩ (Dương Khắc Linh) | solo | Paris By Night 111           | 2014           |
| 13                 | Sài Gòn, Sài Gòn (Châu Đăng Khoa) | Mai Tiến Dũng, Anh Tú, Justin Nguyễn, Như Loan, Diễm Sương, Kỳ Phương Uyên, Lam Anh, Tóc Tiên | Paris By Night 111           | 2014           |
| 14                 | Chia Tay Chiều Đông (Lương Bằng Quang)                                                                                                  | solo | Paris By Night 112           | 2014           |
| 15                 | Thiên Duyên Tiền Định (Tuấn Lê) | Mai Tiến Dũng | Paris By Night 113           | 2015           |
| 16                 | Lời Cảm ơn (Ngô Thụy Miên, Hạ Đỏ Chung Bích Phượng)                                                                                     | Minh Tuyết, Lam Anh, Hạ Vy, Bảo Khánh, Ngọc Ngữ, Lương Tùng Quang, Diễm Sương, Quỳnh Vi, Kỳ Phương Uyên, Hương Thủy, Don Hồ, Justin Nguyễn, Đình Bảo, Thanh Hà, Ngọc Anh, Thiên Tôn, Mai Thiên Vân | Paris By Night 114           | 2015           |
| 17                 | Sunday Buồn (Quốc Tuấn) | Mai Tiến Dũng | Paris By Night 114           | 2015           |
| 18                 | Tôi là người Việt Nam (Dương Khắc Linh, Ánh Minh)                                                                                       | Trịnh Lam, Thiên Tôn, Hương Giang | Paris By Night 114           | 2015           |
| 19                 | Falling (Dương Khắc Linh) | solo | Paris By Night 115           | 2015           |
| 20                 | Nét Đẹp Á Đông (Dương Khắc Linh) | Thanh Hà, Như Quỳnh, Hạ Vy, Tâm Đoan, Minh Tuyết, Hương Thủy, Quỳnh Vi, Hương Giang, Mai Thiên Vân, Lam Anh, Diễm Sương | Paris By Night 115           | 2015           |
| 21                 | Tôi là người Việt Nam (Dương Khắc Linh, Ánh Minh)                                                                                       | solo | Paris By Night 115           | 2015           |
| 22                 | Goodbye (Ánh Minh) | Kate Phan | VSTAR Kids 2015 - Chung Kết  | 2015           |
| 23                 | Last Drop (Andrew Underberg) | solo | Paris By Night 116           | 2015           |
| 24                 | Vẻ Đẹp Ngàn Năm (Lương Bằng Quang) | Lương Tùng Quang | Paris By Night 117           | 2016           |